# Lacèstades
Lacèstades (en grec antic Λακεστάδης) va ser, segons la mitologia grega, un rei de la ciutat de Sició. Igual que el seu pare Hipòlit, era súbdit d'Agamèmnon.
Durant el seu regnat, els Heràclides van tornar al Peloponès, i van posar setge a la ciutat de Sició. Durant la nit van aconseguir entrar i ocupar-la. Però el seu líder, Falces, va compartir el tron amb Lacèstades, recordant que aquest era també descendent d'Hèracles.
L'atac dels Heràclides, en el context històric tindria a veure amb la invasió dels doris, que van fer de Sició un territori d'Argos, com en els temps d'Adrast. Amb Lacèstades i Falces Sició va deixar de ser una ciutat lliure.